# Asaphinoides cantauranus
Asaphinoides cantauranus is een tweekleppigensoort uit de familie van de Veneridae. De wetenschappelijke naam van de soort is voor het eerst geldig gepubliceerd in 1931 door Hodson & Hodson.